# Парвіз Багіров
Парвіз Багіров (азерб. Pərviz Bağırov; 10 лютого 1994, Баку) — азербайджанський боксер, призер чемпіонату світу та чемпіон Європейських ігор 2015.

## Аматорська кар'єра
2011 року Парвіз Багіроа став чемпіоном Європи серед молоді, а 2012 року — бронзовим призером чемпіонату світу серед молоді.
2015 року на Європейських іграх здобув чотири перемоги, у тому числі над Олександром Беспутіним (Росія) — 3-0 у фіналі і став чемпіоном.
На чемпіонаті світу 2015 здобув дві перемоги, у тому числі над Роніелем Іглесіасом (Куба) — 2-1, а у півфіналі програв Даніяру Єлеусінову (Казахстан) — 0-3 і отримав бронзову медаль.
На Олімпійських іграх 2016 програв у першому бою Сулейману Сіссоко (Франція) — 0-3.
На чемпіонаті Європи 2017 програв у другому бою Євгену Барабанову (Україна), а на чемпіонаті світу 2017 програв у першому бою.